# North Carolina Attorney General

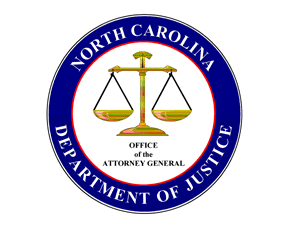
Siegel des Attorney Generals von North Carolina

Der North Carolina Attorney General gehört zu den konstitutionellen Ämtern des Bundesstaates North Carolina. Ihm obliegt die Leitung des Justizministeriums von North Carolina. Die Verfassung von North Carolina (Artikel III, Absatz 7) sieht die Wahl eines Attorney Generals vor.
Die Pflichten des Attorney Generals umfassen die gesetzliche Vertretung und Beratung aller staatlichen Stellen. Dabei waren die Rahmenbedingungen Gegenstand einiger Erörterung. Zum Beispiel schlug der United States Attorney General Eric Holder folgendes vor: die staatlichen Attorney Generals sollten die Ressourcen ihrer Staaten nicht verschwenden, um Gesetze zu verteidigen, von denen sie wussten, dass sie verfassungswidrig sein. Nach dem Gesetz kann der Attorney General im Auftrag der staatlichen Agenturen und Bürger ein Gerichtsverfahren einleiten oder in Verhandlungen eingreifen, bevor irgendwelche Gerichte, zuständige Beamte, Exekutivagenturen oder Einrichtungen – staatlich oder föderalistisch – dies tun, um die öffentlichen Interessen zu verteidigen. Der Attorney General erbringt auch rechtsgültige oder fachliche Stellungnahmen zu allen vorgelegten Rechtsfragen, die von der North Carolina General Assembly, dem Gouverneur von North Carolina oder anderen staatlichen Behörden gestellt werden. Die Stellungnahmen vom Attorney General können im Internet eingesehen werden.
Der aktuelle Amtsinhaber ist Josh Stein, welcher seinen Posten am 1. Januar 2017 antrat.

## Geschichte
Der Titel „Attorney General“ wurde bereits 1677 im kolonialen Carolina verwendet. Die erste Person, welche diesen Posten damals bekleidete war George Durant, welcher durch den Kolonialgouverneur John Jenkins ernannt wurde. In der Theorie vertraten die kolonialen Attorney Generals den British Attorney General, welcher die Krone vertrat.
Mit der ersten Verfassung von North Carolina aus dem Jahr 1776 wurde das Amt des Attorney General im Staat North Carolina geschaffen. Zu der damaligen Zeit wurde der Attorney General, wie der Gouverneur von North Carolina, durch die Legislative (North Carolina General Assembly) gewählt. Der erste Attorney General im unabhängigen Staat North Carolina war Waightstill Avery, der seinen Posten von 1777 bis 1779 innehatte. Zwei von seinen Nachfolgern, James Iredell und Alfred Moore, waren Bundesrichter am Obersten Gerichtshof der Vereinigten Staaten. Infolge der Verfassung von North Carolina aus dem Jahr 1868 wird der Attorney General durch die wahlberechtigte Bevölkerung von North Carolina für eine vierjährige Amtszeit gewählt. Es existiert keine Begrenzung der Amtszeiten, die eine Person dienen kann. Zeitgleich wurde der Attorney General ein stimmberechtigtes Mitglied im Council of State und nicht ein Rechtsberater vom Council of State.
Das Justizministerium von North Carolina wurde durch die Legislative Anfang der 1970er Jahre geschaffen.
Die Amtsinhaber kandidieren oft für die Posten des Gouverneurs von North Carolina oder für den Senat der Vereinigten Staaten. Unter ihnen sind der ehemalige Gouverneur Mike Easley und der gegenwärtige Gouverneur Roy Cooper.

## Liste der North Carolina Attorney Generals
| #  | Attorney General          | Bild | Amtszeit  | Parteizugehörigkeit   |
| -- | ------------------------- | ---- | --------- | --------------------- |
| 1  | Waightstill Avery         |      | 1777–1779 |                       |
| 2  | James Iredell             |      | 1779–1782 |                       |
| 3  | Alfred Moore              |      | 1782–1791 |                       |
| 4  | John Haywood              |      | 1792–1795 |                       |
| 5  | Blake Baker               |      | 1795–1803 |                       |
| 6  | Henry Seawell             |      | 1803–1808 |                       |
| 7  | Oliver Fitts              |      | 1808–1810 |                       |
| 8  | William Miller            |      | 1810      | Democratic Republican |
| 9  | Hutchins Gordon Burton    |      | 1810–1816 | Democratic Republican |
| 10 | William P. Drew           |      | 1816–1824 |                       |
| 11 | James F. Taylor           |      | 1825–1828 |                       |
| 12 | Robert H. Jones           |      | 1828      |                       |
| 13 | Romulus Mitchell Saunders |      | 1828–1834 | Democratic Republican |
| 14 | John Reeves Jones Daniel  |      | 1835–1841 | Demokrat              |
| 15 | Hugh McQueen              |      | 1841–1842 |                       |
| 16 | Spier Whitaker            |      | 1842–1846 |                       |
| 17 | Edward Stanly             |      | 1846–1848 | Whig                  |
| 18 | Bartholomew F. Moore      |      | 1848–1851 |                       |
| 19 | William Eaton junior      |      | 1851–1852 |                       |
| 20 | Matt Whitaker Ransom      |      | 1853–1855 | Demokrat              |
| 21 | Joseph B. Batchelor       |      | 1855–1856 |                       |
| 22 | William H. Bailey         |      | 1857      |                       |
| 23 | William A. Jenkins        |      | 1857–1862 |                       |
| 24 | Sion Hart Rogers          |      | 1863–1868 | Demokrat              |
| 25 | William M. Coleman        |      | 1868–1869 |                       |
| 26 | Lewis P. Olds             |      | 1869–1870 |                       |
| 27 | William M. Shipp          |      | 1870–1873 |                       |
| 28 | Tazewell L. Hargrove      |      | 1873–1877 |                       |
| 29 | Thomas S. Kenan           |      | 1877–1885 |                       |
| 30 | Theodore F. Davidson      |      | 1885–1893 |                       |
| 31 | Frank I. Osborne          |      | 1893–1897 | Demokrat              |
| 32 | Zeb V. Walser             |      | 1897–1900 | Republikaner          |
| 33 | Robert Dick Douglas       |      | 1900–1901 | Republikaner          |
| 34 | Robert D. Gilmer          |      | 1901–1909 | Demokrat              |
| 35 | Thomas Walter Bickett     |      | 1909–1917 | Demokrat              |
| 36 | James S. Manning          |      | 1917–1925 | Demokrat              |
| 37 | Dennis G. Brummitt        |      | 1925–1935 | Demokrat              |
| 38 | Aaron A. F. Seawell       |      | 1935–1938 | Demokrat              |
| 39 | Harry McMullan            |      | 1938–1955 | Demokrat              |
| 40 | William B. Rodman junior  |      | 1955–1956 | Demokrat              |
| 41 | George B. Patton          |      | 1956–1958 | Demokrat              |
| 42 | Malcolm B. Seawell        |      | 1958–1960 | Demokrat              |
| 43 | T. Wade Bruton            |      | 1960–1969 | Demokrat              |
| 44 | Robert Burren Morgan      |      | 1969–1974 | Demokrat              |
| 45 | James H. Carson junior    |      | 1974–1975 | Republikaner          |
| 46 | Rufus L. Edmisten         |      | 1975–1985 | Demokrat              |
| 47 | Lacy Thornburg            |      | 1985–1993 | Demokrat              |
| 48 | Mike Easley               |      | 1993–2001 | Demokrat              |
| 49 | Roy Cooper                |      | 2001–2017 | Demokrat              |
| 50 | Josh Stein                |      | seit 2017 | Demokrat              |